# خوسيه روبرتو فيغيروا
خوسيه روبرتو فيغيروا (بالإسبانية: José Roberto Figueroa)‏ (15 ديسمبر 1959 في هندوراس - 24 مايو 2020) هو لاعب كرة قدم هندوراسي في مركز الهجوم، شارك في كأس العالم 1982. وشارك مع منتخب هندوراس لكرة القدم. أما مع النوادي، فقد لعب مع ريال مورسيا ونادي إيركوليس ونادي موتاجوا ‏ ونادي كارتاهينيس ونادي بيدا.

## وصلات خارجية
- خوسيه روبرتو فيغيروا على موقع الاتحاد الدولي (مؤرشف)  (الإنجليزية)
- خوسيه روبرتو فيغيروا على موقع قاعدة بيانات كرة القدم.إي يو (الإنجليزية)
- خوسيه روبرتو فيغيروا على موقع ناشيونال فوتبول تيمز (الإنجليزية)
- خوسيه روبرتو فيغيروا على موقع Soccerway.com (الإنجليزية)
- خوسيه روبرتو فيغيروا على موقع عالم كرة القدم.نت (الإنجليزية)